# Kulturni krajolik Balija
Kulturni krajolik Balija je skupni naziv za UNESCO-ovu svjetsku baštinu koja se sastoji od pet rižinih terasa i njihovih vodenih hramova koji pokrivaju oko 19.500 ha u indonezijskoj pokrajini Bali. Hramovi su žarišta društvenog vodoopskrbnog sustava kanala i brana, poznatog kao subak (su b ak), a koji datira još iz 9. stoljeća. Subak odražava filozofski koncept Tri Hita Karana koji povezuje kraljevstvo duha, ljudskog svijeta i prirode. Ova filozofija je nastala kulturnom razmjenom Balija i Indije u posljednjih 2.000 godina, te je uvelike oblikovala krajolik Balija. Subak je demokratskim i ravnopravnim poljoprivrednim praksama omogućio Balijcima da postanu najuspješniji uzgajivači riže u arhipelagu, unatoč izazovu podržavanja guste populacije stanovništva. Zbog toga je 2012. godine Kulturni krajolik subaka na Baliju upisan na UNESCOv popis mjesta svjetske baštine u Aziji.
Zaštićeni krajolik uključuje i kraljevski hinduistički vodeni hram Pura Taman Ayun iz vremena vrhunca Balijskog kraljevstva (18. stoljeće), koji je najveće i najimpresivnije arhitektonsko zdanje svoje vrste na otoku. Pored njega zaštićeni su i krajolik subaka kod Catur Angga Batukarua (koji se spominje u tekstovima iz 10. st., što ga čini najstarijim primjerom tradicijske balijske arhitekture), subak sliv Pekerisanska, Vrhovni vodeni hram Pura Ulun Danu Batur na rubu jezera Batur i hram Pegulingan.

## Odlike
Linija vulkana koja dominira krajolikom Balija osigurava plodno tlo, što ga u kombinaciji s vlažnom tropskom klimom čini idealnim mjestom za uzgoj usjeva. No, zbog brdovitog terena vode iz rijeka je trebalo usmjeriti kanalima za navodnjavanje, čime je omogućen uzgoj riže na visoravnima i planinskim terasama. Kako se riža smatrala "Božjim darom" primijenjen je složeni društveno-vjerski sustav hramova za kontrolu navodnjavanja. Naime, voda je iz izvora i kanala vođena kroz hramove van na rižina polja uz naselja (njih 1.200 s oko 50 do 400 farmera) koji još uvijek uzgajaju rižu bez gnojiva i pesticida. Također, u duhu filozofije Tri Hita Karana vodeni hramski rituali su promicali skladan odnos između ljudi i njihovog okruženja kroz aktivno sudjelovanje osoba s ritualima koji naglašavaju ovisnost o održanju životne snage prirodnog svijeta. Od 11. stoljeća mreže vodenih hramova su uspjele kontrolirati ekologiju rižinih terasa u razini cijelih slivnih područja, tzv. subak sustavi. Jedan subak se sastoji od šuma koje štite opskrbu vodom, krajolik terasa i rižinih polja povezanih sustavima kanala, tunea i brana, te sela i hramove različitih veličina i značaja koji označavaju ili izvor vode ili njegov prolaz kroz hram na putu nizbrdo za navodnjavanje polja subaka. 
- Rižine terase kod Catur Angga Batukarua
- Hram Pura Taman Ayun
- Glavni ulaz u hram Pura Taman Ayun
- Vrhovni vodeni hram Pura Ulun Danu Batur
- Meru Tunpang pagoda hrama Pura Ulun Danu Batur

## Poveznice
- Terase rižinih polja filipinskih Kordiljera